# 四氟硼酸二茂铁
四氟硼酸二茂铁是一种有机金属化合物，化学式为[Fe(C5H5)2]BF4。这种盐由[Fe(C5H5)2]+阳离子和氟硼酸根阴离子（BF4-）组成。性质类似的六氟磷酸盐也是一种受欢迎的试剂。阳离子往往缩写成Fc+或(Cp2Fe)+。颜色为深蓝，具有顺磁性。
二茂铁盐有时用作单电子氧化剂，惰性还原产物二茂铁很容易从离子产物分离出来。在电化学中，二茂铁/二茂铁盐经常被用来作为参比电极。在0.1 M NBu4PF6乙腈溶液中，相比标准氢电极，Fc+/0电势为+0.641 V。

## 制备
为市售试剂。可以通过用氟硼酸氧化二茂铁（通常含有铁盐）制得。许多其他的氧化剂也有相同效果，比如氟硼酸亚硝酰。还有许多已知的类似二茂铁盐。